# Sjoerd van Beers
Sjoerd van Beers (Middelbeers, 20 januari 1995) is een Nederlands voetballer, die doorgaans speelt als middenvelder. In juli 2023 verruilde hij Wezel Sport voor Beerse Boys.

## Clubcarrière
Van Beers speelde in de jeugdopleiding van RKC Waalwijk. In oktober 2014 werd hij samen met verdediger Collin Seedorf bij het eerste elftal gehaald. Van Beers maakte zijn debuut voor de Waalwijkse club op 12 december 2014, toen met 0–0 gelijkgespeeld werd tegen Helmond Sport. Hij mocht van coach Martin Koopman acht minuten voor tijd invallen voor Kenny Anderson. In 2015 liet Van Beers RKC achter zich en hij tekende voor UNA. Een jaar later vertrok de middenvelder naar België, waar hij voor KFC Lille ging spelen. In 2019 ging hij voor Sporting Grote-Heide spelen en twee jaar later voor KFC Hamont 99. Anderhalf jaar later werd Wezel Sport zijn nieuwe club. In maart 2023 werd bekend dat Van Beers in de zomer van dat jaar de overstap zou gaan maken naar Beerse Boys.

## Clubstatistieken
| Seizoen | Club         | Competitie     | Competitie | Competitie | Beker | Beker | Internationaal | Internationaal | Totaal | Totaal |
| Seizoen | Club         | Competitie     | Wed.       | Dlp.       | Wed.  | Dlp.  | Wed.           | Dlp.           | Wed.   | Dlp.   |
| ------- | ------------ | -------------- | ---------- | ---------- | ----- | ----- | -------------- | -------------- | ------ | ------ |
| 2014/15 | RKC Waalwijk | Eerste divisie | 1          | 0          | 0     | 0     | —              | —              | 1      | 0      |
| Totaal  | Totaal       | Totaal         | 1          | 0          | 0     | 0     | 0              | 0              | 1      | 0      |